# Ehíré Adríanza
Ehíré Enrique Adríanza Palma (né le 21 août 1989 à Guarenas, Miranda, Venezuela) est un joueur de deuxième but et d'arrêt-court des Braves d'Atlanta de la Ligue majeure de baseball.

## Carrière
Ehíré Adríanza signe son premier contrat professionnel en 2006 avec les Giants de San Francisco. Il fait ses débuts dans le baseball majeur avec ce club le 8 septembre 2013. Le 14 septembre suivant, il réussit son premier coup sûr dans les grandes ligues, un double aux dépens du lanceur Brandon League, des Dodgers de Los Angeles. Le 22 septembre, les Giants affrontent les Yankees de New York et leur lanceur Andy Pettitte, qui joue son dernier match en carrière au Yankee Stadium. Le match sans coup sûr de Pettitte est brisé par Adríanza, qui réussit contre lui son premier coup de circuit en carrière, après un retrait en 6e manche. En 9 matchs pour les Giants en fin de saison 2013, Adríanza frappe pour ,222 de moyenne au bâton avec un circuit, trois points produits et trois points marqués. En 2014, il dispute 53 matchs des Giants et sa moyenne au bâton se chiffre à ,237.